# Paulo Jacinto
Paulo Jacinto là một đô thị ở bang Alagoas, Brasil. Dân số năm 2004 là 7.674 người.